# North Grenville (Ontario)

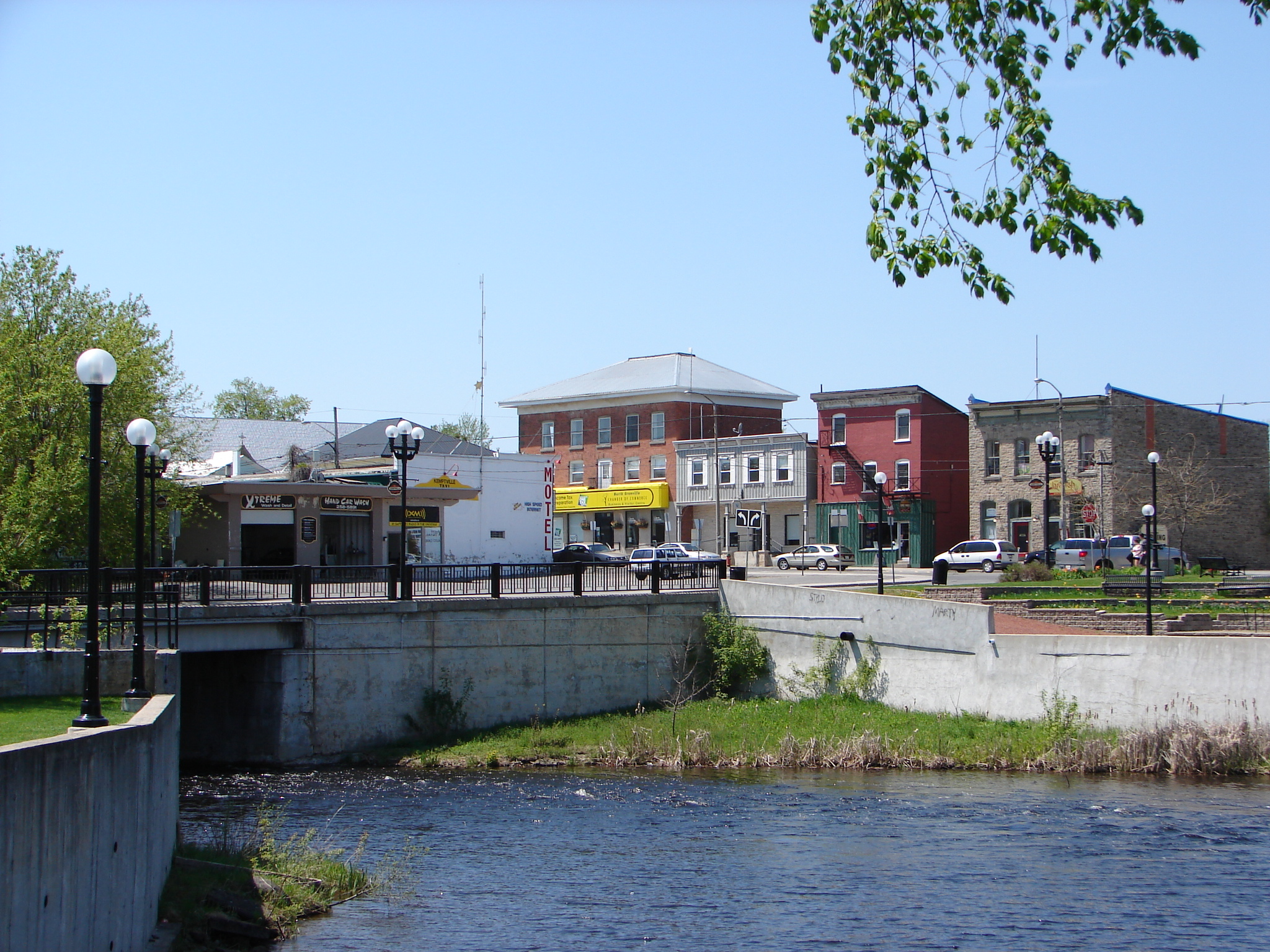
Kemptville

North Grenville – gmina (ang. township) w Kanadzie, w prowincji Ontario, w hrabstwie Leeds And Grenville.
Powierzchnia North Grenville to 350,14 km². Według danych spisu powszechnego z roku 2001 North Grenville liczy 13 581 mieszkańców (38,79 os./km²).